# Belmont (Jura)
Belmont é uma comuna francesa na região administrativa de Borgonha-Franco-Condado, no departamento de Jura. Estende-se por uma área de 16,06 km². Em 2010 a comuna tinha 264 habitantes (densidade: 16,4 hab./km²).